# Комишинська сільська рада (Куртамиський район)
Коми́шинська сільська рада (рос. Камышинский сельский совет) — сільське поселення у складі Куртамиського району Курганської області Росії.
Адміністративний центр — село Комиші.
Населення сільського поселення становить 515 осіб (2017; 561 у 2010, 646 у 2002).

## Склад
До складу сільського поселення входять:
| Населений пункт          | Населення, осіб (2002) | Населення, осіб (2010) |
| ------------------------ | ---------------------- | ---------------------- |
| Комиші, село             | 470                    | 425                    |
| Сосновка, присілок       | 116                    | 93                     |
| Товстоверетено, присілок | 60                     | 43                     |